# Episodi di Droids Adventures
La prima ed unica stagione della serie animata Droids Adventures, composta da 13 episodi, è andata in onda negli Stati Uniti sulla ABC dal 7 settembre al 30 novembre 1985.
L'anno successivo, il 7 giugno 1986, fu trasmesso lo speciale Il Grande Heep, ambientato tra gli episodi 9 e 10.
L'edizione italiana è andata in onda su Italia 1 nel 1987, mentre Il Grande Heep è uscito su Disney+ in inglese sottotitolato il 18 giugno 2021.
Tutti gli episodi della serie sono stati diretti da Ken Stephenson, mentre Il Grande Heep è diretto da Clive A. Smith.
| nº | Titolo originale         | Titolo italiano              | Prima TV USA      |
| -- | ------------------------ | ---------------------------- | ----------------- |
| 1  | The White Witch          | La Strega Bianca             | 7 settembre 1985  |
| 2  | Escape Into Terror       | L'arma segreta               | 14 settembre 1985 |
| 3  | The Trigon Unleashed     | Il rapimento                 | 21 settembre 1985 |
| 4  | A Race to the Finish     | Una gara esplosiva           | 28 settembre 1985 |
| 5  | The Lost Prince          | Il principe perduto          | 5 ottobre 1985    |
| 6  | The New King             | Il nuovo re                  | 12 ottobre 1985   |
| 7  | The Pirates of Tarnoonga | I pirati di Tarnoonga        | 19 ottobre 1985   |
| 8  | The Revenge of Kybo Ren  | La vendetta di Kybo Ren      | 26 ottobre 1985   |
| 9  | Coby and the Starhunters | Coby e gli Starhunters       | 2 novembre 1985   |
| 10 | Tail of the Roon Comets  | La coda delle comete di Roon | 9 novembre 1985   |
| 11 | The Roon Games           | I giochi di Roon             | 16 novembre 1985  |
| 12 | Across the Roon Sea      | Oltre il mare di Roon        | 23 novembre 1985  |
| 13 | The Frozen Citadel       | La fortezza ghiacciata       | 30 novembre 1985  |
| SP | The Great Heep           | Il Grande Heep               | 7 giugno 1986     |

## La Strega Bianca
- Titolo originale: The White Witch
- Scritto da: Peter Sauder

### Trama
Dopo essere stati lanciati nei deserti di Ingo dal contrabbandiere loro padrone insieme a della merce rubata, C-3PO e R2-D2 vengono trovati dai corridori di speeder bike Thall Joben e Jord Dusat che li portano con loro. Mentre tornano all'officina di Jord (in cui hanno messo a punto la velocissima landspeeder Strega Bianca), i due attraversano il territorio della base segreta del gangster Tig Fromm e vengono attaccati dai suoi droidi, ma riescono a evitarli anche grazie all'intervento della giovane Kea Moll che salva 3PO. Fromm vuole evitare che qualcuno venga a conoscenza della sua base in cui sta costruendo il Trigon One, un satellite armato per sottomettere le bande rivali. Così, quella notte, il suo amico Vlix attacca l'officina di Jord e lo rapisce. Thall sale sulla Strega Bianca e, con l'aiuto di Kea, 3PO e R2, si introduce nella base di Fromm e salva Jord, distruggendo nel contempo gran parte del suo esercito di droidi. Dopodiché, il gruppo abbandona il pianeta sull'astronave di Kea.

## L'arma segreta
- Titolo originale: Escape Into Terror
- Titolo alternativo proposto da Disney+: Fuga nel terrore
- Scritto da: Peter Sauder

### Trama
Durante una riparazione nello spazio, C-3PO sgancia accidentalmente l'iperguida dall'astronave di Kea e lascia che galleggi via. Il gruppo si reca quindi ad Annoo in cerca di una nuova iperguida, venendo ospitati da Demma Moll, la madre di Kea. Qui i droidi scoprono che Kea e sua madre sono membri dell'Alleanza Ribelle. Sul pianeta si trova però anche la base di Sise Fromm, padre di Tig, che manda un droide a casa di Demma perché uccida Thall e Jord. Sventato l'attacco, il gruppo viene informato dell'esistenza del Trigon One da Demma (che aveva inviato la figlia su Ingo perché ne scoprisse l'ubicazione) e decide di distruggerlo. Mentre Jord rimane con Demma, Thall, Kea e i droidi si intrufolano nella nave della banda di Fromm e arrivano su Ingo, dove riescono a infiltrarsi nella base segreta e a rubare il Trigon One.

## Il rapimento
- Titolo originale: The Trigon Unleashed
- Titolo alternativo proposto da Disney+: Alla ricerca del Trigon One
- Scritto da: Richard Beban e Peter Sauder

### Trama
Dopo che la sua banda ha fatto irruzione nell'officina su Ingo e catturato Thall, Kea e i droidi, Tig mostra loro di aver fatto rapire Jord e Demma, affermando che li libererà solo quando Thall gli rivelerà la posizione del Trigon One. Thall gli dice che parlerà solo con Sise, così Tig porta tutti alla base del padre su Annoo. Qui Thall rivela che l'arma si trova in una foresta su Ingo. Tig torna sul pianeta personalmente seguito da Vlix, mentre Sise fa imprigionare Thall, Kea e i droidi nella stessa cella in cui si trova Jord. Tuttavia, grazie ai droidi, i ragazzi si liberano e salvano anche Demma. Nel frattempo Tig, mentre torna su Annoo, si accorge che il sistema di guida del Trigon One è stato sabotato in modo che si schianti contro la base di Sise Fromm, così fugge sulla navicella di Vlix e dice al padre di far evacuare la base. Jord riesce a rubare una nave a ad andarsene con gli altri prima che avvenga la collisione, che distrugge sia il Trigon One che la base.

## Una gara esplosiva
- Titolo originale: A Race to the Finish
- Titolo alternativo proposto da Disney+: Corsa verso il traguardo
- Scritto da: Peter Sauder e Steve Wright

### Trama
3PO, R2, i loro padroni e Kea vanno a Boonta per prendere parte a una gara di speeder, ma vengono inseguiti dai Fromm (che vogliono vendicarsi per averli rovinati) e finiscono per schiantarsi sul pianeta. Durante l'attacco Jord rimane ferito e la Strega Bianca viene danneggiata, così il gruppo si reca in città per ripararla e curare Jord. Nel frattempo Sise chiede a Boba Fett di portargli i ragazzi; Jabba the Hutt ha messo una taglia sul gangster, ma Fett accetta perché gli deve un favore. Tig però decide di batterlo sul tempo con l'aiuto di Vlix. 3PO viene avvicinato dal droide BL-17, che fa amicizia con lui; esso è però di proprietà di Fett e finisce per attirare i droidi, Thall e Kea in una trappola del suo padrone. 3PO riesce a distruggere BL-17 e Thall fugge sulla Strega Bianca inseguito da Fett, ma non sa che durante lo scontro con il cacciatore di taglie Tig ha messo sullo speeder un detonatore termico che esploderà dopo il decimo giro della corsa. Thall partecipa alla corsa, sempre inseguito da Fett i cui sabotaggi vengono sventati da R2; proprio al decimo giro il droide fa espellere il detonatore contro lo speeder di Fett, che è costretto ad abbandonarlo prima che esploda, e Thall vince la corsa. Fett porta i Fromm e Vlix da Jabba, mentre a Thall, Jord e Kea viene offerto un lavoro in una società di speeder. Quando sentono che i tre intendono rifiutare perché 3PO e R2 verrebbero riprogrammati, i droidi abbandonano i loro padroni in modo che possano accettare il lavoro.

## Il principe perduto
- Titolo originale: The Lost Prince
- Scritto da: Peter Sauder

### Trama
Su un pianeta minerario, 3PO e R2 vengono comprati dal giovane Jann Tosh insieme a un androide. Quest'ultimo si rivela però essere Mon Julpa, che il signore del crimine Kleb Zellock è stato incaricato di trovare per conto di Sollag Den in cambio di una grossa somma. Egli ha però perso la memoria, e dopo aver fatto amicizia con Jann lavora presso la miniera di suo zio. Una sera però viene rapito da Kleb e imprigionato nella sua miniera in cui sta estraendo per l'Impero Galattico il Nergon-14, un minerale esplosivo. Jann si reca sul posto coi droidi per liberarlo, ma vengono costretti a lavorare nella miniera insieme a Mon Julpa. Quando viene portato lì anche Sollag (che si era rifiutato di pagare ancora di più), questi dà a Mon Julpa uno scettro che gli fa tornare la memoria: egli è l'erede al trono del Tammuz-an, e l'amnesia gli era stata provocata da un visir usurpatore. Insieme a Kleb e al suo servitore, il gruppo riesce a fuggire dalle miniere prima che vengano distrutte da un'esplosione del Nergon-14.

## Il nuovo re
- Titolo originale: The New King
- Scritto da: Peter Sauder

### Trama
I droidi, Jann, Mon Julpa e Sollag, insieme alla pilota Jessica Meade, si recano a Tammuz-an per contrastare Ko Zatec-Cha, il visir che vuole impadronirsi del trono. Con l'aiuto del cacciatore di taglie IG-88, Zatec-Cha cattura Mon Julpa, Sollag e Jessica e ruba lo scettro reale, che servirà durante una cerimonia per proclamare il legittimo re. Jann e i droidi riescono però a liberarli e a interrompere la cerimonia in tempo, così Mon Julpa viene nominato re di Tammuz-an.

## I pirati di Tarnoonga
- Titolo originale: The Pirates of Tarnoonga
- Scritto da: Peter Sauder

### Trama
Mentre stanno trasportando del carburante a Tammuz-an, Jann, Jessica e i droidi vengono catturati dal pirata Kybo Ren, che vuole indebolire Tammuz-an in vista di un imminente attacco da parte sua. Egli porta il carico e i prigionieri sul suo pianeta acquatico Tarnoonga. Qui Jann viene dato in pasto a un mostro marino, ma viene salvato dai droidi e con loro fugge dal pianeta, mentre Jessica si libera e riparte con la cisterna. Ren è quindi costretto ad anticipare il suo attacco e si dirige verso Tammuz-an con uno star destroyer rubato. Nel corso dell'attacco riesce a catturare nuovamente Jann e i droidi e a distruggere la cisterna, ma si accorge che è vuota: si trattava di un'esca, e Jessica si è già diretta nella vera cisterna in cui si trovano Mon Julpa e Sollag. 3PO e R2 sabotano il Destroyer e fuggono con Jann su Tammuz-an, mentre i pirati vengono catturati.

## La vendetta di Kybo Ren
- Titolo originale: The Revenge of Kybo Ren
- Scritto da: Peter Sauder

### Trama
Kybo Ren viene liberato e rapisce Gerin, la figlia di Lord Toda, rivale politico di Mon Julpa. Ren la porta sul pianeta Bogden e chiede come riscatto la liberazione dei suoi uomini. I droidi, Jann e Jessica vanno a salvarla ma il loro intervento viene scoperto da Ren, che aumenta il riscatto; vuole anche la sua nave e Julpa. Gli uomini di Ren arrivano sul pianeta con Julpa, ma quando Ren rivela di non voler liberare i prigionieri, Julpa mostra di aver portato con sé di nascosto Lord Toda e una squadra di soldati di Tammuz-an. Dopo un breve scontro, Ren e i suoi uomini vengono rimandati in prigione e viene forgiata un'alleanza tra Julpa e Toda. Jessica decide di tornare alla sua attività di trasporto merci e dice addio ai suoi amici.

## Coby e gli Starhunters
- Titolo originale: Coby and the Starhunters
- Scritto da: Joe Johnston e Peter Sauder

### Trama
Coby, il giovane figlio di Lord Toda, è stato accettato all'Accademia Imperiale, e 3PO, R2 e Jann vengono incaricati di accompagnarlo. Durante una fermata allo spazioporto di Chuzalla l'animale da compagnia di Coby, Ingey, viene rapito dai cacciatori di uno zoo intergalattico. Coby e i droidi seguono la loro nave fino a un pianeta selvaggio, in cui liberano Ingey e l'umanoide Greej. Quindi, grazie all'intervento degli autoctoni e di Jann, catturano i cacciatori. Coby decide di unirsi a Greej nel riportare gli animali ai loro habitat naturali, mentre Jann annuncia di essere stato accettato all'Accademia. 3PO e R2 si ritrovano quindi nuovamente soli.

## La coda delle comete di Roon
- Titolo originale: Tail of the Roon Comets
- Scritto da: Ben Burtt (soggetto); Michael Reaves (sceneggiatura)

### Trama
3PO e R2 hanno un nuovo proprietario, Mungo Baobab, un mercante ricercato dall'Impero che sta cercando l'ubicazione del pianeta Roon; egli vuole inaugurare una rotta commerciale per vendere le preziose pietre di Roon. Mungo acquista una mappa del sistema di Roon e si dirige agli Archivi Baobab, dove scopre che il sistema si trova in una nuvola di polvere chiamata Mantello dei Sith che può essere attraversata seguendo la traiettoria delle comete arcobaleno. Nel frattempo, l'ammiraglio Screed riceve una comunicazione dal governatore Koong di Roon, che desidera formare un'alleanza redditizia con l'Impero. Mungo e i droidi seguono le comete, ma vengono catturati dal raggio traente dell'astronave di Koong. Quest'ultimo li identifica erroneamente come emissari dell'Impero e offre loro una visita guidata, tuttavia arriva Screed e vengono arrestati. Mungo deve essere consegnato a Screed e i droidi riprogrammati, ma R2 finge un sovraccarico e li aiuta a scappare grazie a una nuvola di fumo. La loro fuga causa delle esplosioni a bordo della nave, costringendo tutti a evacuarla mentre si schianta contro un asteroide. Mentre Koong e Screed rubano la navetta di Mungo, quest'ultimo ruba quella di Koong e ritrova la rotta per Roon con l'aiuto di un altro prigioniero che R2 aveva liberato.

## I giochi di Roon
- Titolo originale: The Roon Games
- Scritto da: Ben Burtt (soggetto); Gordon Kent e Peter Sauder (sceneggiatura)

### Trama
Mungo, 3PO e R2 si stanno dirigendo verso Roon, ma quando entrano nell'atmosfera vengono attaccati dai caccia di Koon e si schiantano in una zona fangosa della provincia di Umboo. Il loro incidente viene notato da Nilz Yomm e sua figlia Auren che indagano e fanno amicizia con il trio. Tuttavia l'incidente è stato notato anche da Gaff, aiutante di Koong, che nota che si trovano sopra un'enorme creatura simile a un dinosauro chiamata Shamunaar. Il gruppo riesce a scappare dal mostro e si dirige ai giochi di Roon, dove Nilz e Auren si stavano dirigendo originariamente, e dove Mungo può acquistare parti per l'astronave danneggiata. Inoltre Auren ritiene che Mungo possa partecipare all'evento conclusivo, la Corsa dell'Imbuto (una sorta di staffetta ippica). Ai giochi si trovano anche l'ammiraglio Screed e Koong, che vuole vincere la corsa per conquistare Umboo essendo l'unica provincia non ancora sotto il suo controllo. Quando Koong vede arrivare la squadra dei Yomm con Mungo, ordina a Gaff di eliminarli. Gaff quindi mette fuori gioco due dei fantini, e 3PO e Mungo sono costretti a prendere il loro posto. Dopo una gara difficile, la squadra di Auren vince la corsa. Auren dice a Mungo che lo aiuterà a trovare le pietre di Roon.

## Oltre il mare di Roon
- Titolo originale: Across the Roon Sea
- Scritto da: Ben Burtt (soggetto), Sharman DiVono (sceneggiatura)

### Trama
Mungo e i droidi sono pronti a partire nonostante non abbiano trovato le pietre e abbiano perso la loro nave. Tuttavia Auren e Nilz ritornano con una pietra datagli da un vecchio cercatore. Quando Mungo, Auren e i droidi vanno a trovarlo, si scopre essere lo zio di Mungo, Oggem Baobab, scomparso 60 anni prima cercando le pietre. Oggem fornisce loro alcune informazioni prima di morire, lasciando Mungo a completare la ricerca della fonte delle pietre con i suoi strumenti. Il gruppo si dirige verso un insediamento vicino per procurarsi rifornimenti, ma Koong e Screed li stanno monitorando e inviano Gaff e alcuni stormtrooper a catturarli. Mentre R2 riesce a scappare, Mungo, 3PO e Auren vengono catturati e costretti a remare su una nave insieme ad altri schiavi fino a Koong Island. R2 usa la sua modalità sommergibile per seguire la nave e si intrufola a bordo, liberando i suoi amici e fuggendo con loro a bordo di una scialuppa di salvataggio.

## La fortezza ghiacciata
- Titolo originale: The Frozen Citadel
- Scritto da: Ben Burtt (soggetto), Paul Dini (sceneggiatura)

### Trama
Mentre Mungo, 3PO, R2, Auren e Nilz sono in montagna per osservare il percorso delle comete arcobaleno, Koong rilascia su Umboo il rooze, una potente arma biologica. Tuttavia, a causa di una perdita nei container, anche Koong viene contagiato. Quando Mungo e i suoi amici tornano a casa di Auren scoprono che sua madre è stata contagiata, e senza un antidoto finirà per svanire nel nulla. Koong sa che Nilz è l'unico sul pianeta a poter trovare una cura, quindi manda Gaff a catturarlo; anche Auren viene presa in ostaggio. Dopo aver messo un oggetto tracciabile addosso ad Auren, Mungo e i droidi lo seguono in un vulcano, ubicazione della fortezza di Koong, attraverso un'entrata secondaria. Qui scoprono uno specchio magico, che consente a 3PO di tradurre i segni su uno degli oggetti che Oggem aveva lasciato a Mungo; essi li informano che la fonte delle pietre è nelle pareti del vulcano. Il gruppo riesce a entrare nella fortezza di Koong e a liberare Auren e Nilz, che ha completato la cura. Mungo affronta Koong e Screed offrendo loro l'antidoto e la fonte delle pietre in cambio della libertà per lui e per gli abitanti di Umboo. 3PO e R2 sparano con un cannone a una parete del vulcano rivelando la fonte, e Screed ordina ai soldati di sequestrare la fortezza. Koong allora spara col cannone alle pareti gettando nel vulcano tutte le pietre, congelandolo. Mentre gli imperiali fuggono dalla fortezza, Koong soccombe alla malattia e svanisce. Mungo, Auren, Nilz e i droidi recuperano la nave originale di Mungo e si dirigono verso Umboo, scoprendo che R2 ha addosso un'ultima pietra di Roon. Dopo che la madre di Auren è guarita, Mungo si prepara per tornare da suo padre ma lascia i droidi su Roon, promettendo di tornare presto dato che lui e Auren si sono innamorati.

## Il Grande Heep
- Titolo originale: The Great Heep
- Diretto da: Clive A. Smith
- Scritto da: Ben Burtt

### Trama
C-3PO e R2-D2 sono in viaggio verso il loro nuovo padrone, Mungo Baobob, che vive tra i coloni del pianeta Biitu in un idilliaco insediamento rurale. L'astronave viene però attaccata da droidi spazzini che li catturano e li scaricano in una struttura di Biitu in cui si trova il Grande Heep, un enorme droide minerario imperiale che è stato inviato per estrarre delle pietre preziose. Il Grande Heep ha eretto il divoratore di umidità, che protegge i droidi minerari dalla pioggia ma ha anche trasformato il pianeta in un deserto. R2-D2 viene portato in un serraglio paradisiaco in cui i droidi astromeccanici vengono sottoposti a bagni d'olio e dove incontra KT-10, una sua simile di cui si innamora. C-3PO viene messo al lavoro tra i droidi minerari, dove scopre che il Grande Heep si ricarica prosciugando tutta l'energia degli astromeccanici. C-3PO scopre anche che Mungo è prigioniero, e Fidge, un bambino autoctono amico di Mungo, gli porta una sega per liberarsi. I tre intendono rubare una nave, ma si rendono conto che avranno bisogno di un astromeccanico per farla volare, quindi 3PO irrompe nel serraglio per salvare R2, il quale si rende conto del pericolo quando anche KT-10 viene prosciugata dal Grande Heep. Mungo finge di essere un droide per distrarre l'ammiraglio Screed e gli stormtrooper a guardia della nave, mentre R2 la ruba. 3PO e Mungo rimangono a terra, ma vengono protetti da Fidge e dagli altri astromeccanici su tutte le furie. Il Grande Heep lancia un disco contro la nave, facendola schiantare contro il divoratore di umidità, che esplode. Ciò fa cadere sul pianeta una pioggia torrenziale, che fa arrugginire l'enorme droide e lo disattiva. 3PO piange R2-D2, ma scopre che ha usato un paracadute per fuggire dalla nave all'ultimo secondo, e lui e il resto degli astromeccanici condividono parte della loro energia per riattivare KT-10. Mentre il pianeta inizia a riprendersi dalla siccità, Mungo invita la sua nave ad atterrare.